# Halo 5: Guardians
Pour les articles homonymes, voir Halo.
Halo 5: Guardians est un jeu vidéo de tir à la première personne édité par Microsoft Studios et développé par 343 Industries sur Xbox One, sorti le 27 octobre 2015. Neuvième opus de la série Halo, il s'agit également du deuxième épisode de la seconde saga Halo ayant débuté avec Halo 4 en 2012 sur Xbox 360.

## Scénario
À la fin des évènements d'Halo 4, Cortana disparait et le Didacte ainsi que ses plans sont réduits à Néant. Les restes d'anciens séparatistes Covenant, une faction appelée Covenant de Jul 'Mdama, nourrissent toujours une envie d'extermination envers l'humanité. Jul 'Mdama, commandant suprême des Covenants, a enlevé le docteur Catherine Halsey afin qu'elle l'aide à accéder à des données Forerunners sur la planète Kamtchatka. Une équipe de Spartan, l'équipe Osiris composée de quatre membres dont Jameson Locke, est déployée sur Kamtchatka afin de libérer Halsey et tuer Jul 'Mdama qui la surveille personnellement. Ils se retrouvent toutefois rapidement sous les tirs croisés des Prométhéens, les robots Forerunners, et des Covenants, qui amènent une gigantesque station aérienne de combat Kraken pour tenter en vain de repousser les Prométhéens; néanmoins, la mission est un succès et Halsey est amenée à bord de l'Infinity.
Le Spartan John-117 alias Le Major est quant à lui affecté à la Blue Team, composée elle aussi de quatre membres. Ils ont pour mission d'explorer la station de recherche Argent Moon de l'UNSC, et de la débarrasser de la présence des Covenants. Le Major se retrouve séparé de ses coéquipiers et aperçoit Cortana, son I.A censé avoir péri après être succombé à la Frénésie. Elle entre en contact avec lui et lui dit que la prochaine étape est Meridian, une colonie humaine. Le Major et son équipe, après avoir fait sauter la station pour empêcher une flotte Covenante de s'en emparer, s'y rendent malgré la désapprobation du Commandant Lasky, qui veut y envoyer l'équipe Osiris. La planète est attaquée par les Forerunners, l'équipe Osiris les anéantit et se rend dans une mine qui est en fait une installation Forerunner. L'équipe Osiris y croise le Veilleur Éternel, protecteur et bras droit de Cortana. Il cherche à mettre en déroute Osiris mais ils parviennent à le neutraliser. Osiris continue sa progression et rencontre la Blue Team.
Locke se bat avec le Major car il veut le ramener sur l'Infinity, mais John le neutralise et s'enfuit avec son équipe dans un Gardien, un robot géant Forerunner. Le Gardien quitte la planète, rasant tout sur son passage et l'équipe Osiris parvient in-extremis à s'échapper. L'UNSC apprend que Cortana a rassemblé tous les Gardiens dans un monde Forerunner dont les coordonnées sont inconnues. Cependant il reste un Gardien inactif sur la planète des Élites : Sanghelios, l'idée étant de l'activer et de l'utiliser pour rejoindre le point de rendez-vous.
La Blue Team explore la planète Forerunner sur laquelle le Gardien les a conduits et croise le Veilleur Éternel, celui-ci invite le Major à poursuivre son chemin avant de rencontrer Cortana et finit par l'attaquer car il estime que John se dresse contre ses plans. Après avoir repoussé le Veilleur, le Major parvient à entrer en contact avec Cortana, celle-ci apprend à la Blue Team qu'elle se trouve sur Genesis, et dévoile également qu'elle est guérie de sa frénésie (vieillesse chez les IA) car elle est parvenue à intégrer le Domaine, un ensemble informatique Forerunner qui s'étend sur toute la galaxie. Elle compte faire endosser le manteau de responsabilité Forerunner aux IA pour protéger chaque espèce de la guerre, la faim, la maladie et autres fléaux. Mais le Major semble réticent à cette idée car le Didacte avait clairement fait comprendre qu'il s'agissait d'une paix impériale : que quelqu'un s'avise de sortir des rangs, et il sera impitoyablement réprimé.
Pendant ce temps l'équipe Osiris est déployée sur Sanghelios afin d'y rencontrer l'Arbiter, qui mène une guerre contre les Covenants avec sa faction des Épées de Sanghelios, et dont le domaine est attaqué par les troupes Covenantes. Osiris finit par rejoindre l'Arbiter et lui explique leur plan. Il y a toutefois un petit problème: le Gardien se trouve sous la cité de Sunaion, qui est la principale forteresse des Covenants, et l'Arbiter n'a pas les forces nécessaires pour l'attaquer. En outre, pour activer le Gardien, il faut reprogrammer un robot forerunner, qu'ils trouvent dans la province de Nuusra. Les Covenant contre-attaquent en déployant un Kraken, mais Osiris parvient à l'anéantir. Avec la perte du Kraken, les Covenants sont vulnérables à une offensive de l'Arbiter, qui lance ses forces à l'assaut. Durant la bataille, Osiris rejoint le Gardien tout en neutralisant les défenses et les forces ennemies; parvenant d'extrême justesse à entrer dans le Gardien avant que celui-ci ne soit appelé vers Genesis par Cortana.
L'équipe Osiris descend du Gardien et rencontre Témoin Exubérant, le monitor de l'installation Genesis, qui a vu ses privilèges révoqués par Cortana et par le Veilleur Éternel. Le Monitor les guide vers John et les autres, mais Cortana amène la Blue Team plus près d'elle, tandis que le Veilleur Éternel quant à lui cherche à tuer l'équipe Bleue, désormais convaincu que cette dernière veut arrêter Cortana; mais celle-ci l'en empêche et John et le reste de l'équipe vient à sa rencontre. Cortana explique ses plans à John et lorsqu'elle réalise qu'il ne la soutiendra pas — parce que contrairement à ce qu'elle affirme, l'IA imposera bien la paix par la force brute — elle décide de l'emprisonner lui et les autres dans un Cryptum, pour les en sortir des millénaires plus tard lorsqu'elle aura prouvé qu'elle avait raison.
Pendant ce temps l'équipe Osiris est en chemin vers l'endroit où Cortana se trouvait avec John. Cortana commence à envoyer les Gardiens rassemblés çà et là pour « instaurer la paix éternelle ». L'équipe Osiris détruit les modules gravitationnels qui maintiennent le Cryptum, mais Cortana le transfère à bord de son Gardien personnel prêt à partir pour la Terre. Cependant, l'équipe Osiris parvient à rendre ses privilèges administrateurs à Témoins Exubérant, et le monitor arrache le Cryptum de l'emprise de Cortana juste avant que celle-ci ne l'emporte avec elle à bord d'un Gardien. Osiris parvient à ouvrir le Cryptum et libère la Blue Team. Mais les IA ralliées à la cause de Cortana se rebellent et ne remplissent plus leurs fonctions. Cortana trouve l'Infinity et s'y infiltre, déployant son Gardiens pour attaquer la Terre, mais le vaisseau s'enfuit rapidement dans le sous-espace afin de gagner du temps. La Blue Team et l'équipe Osiris, quant à elles, se rendent sur Sanghelios et y retrouvent le docteur Halsey et l'Arbiter. Le jeu se termine sur une scène montrant un Halo non identifié qui est activé par Cortana.

## Système de jeu

### Éléments de jouabilité
La jouabilité de Halo 5 se base sur le système classique des précédents opus de la saga, combinant l'utilisation de deux armes équipées à un « coup de crosse » au corps a corps. Il introduit cependant de nombreux éléments, tout en supprimant certains aspects ayant fait débat dans Halo 4 :
- l'introduction des « Spartans Ability », censées rendre le joueur plus mobile et polyvalent. Celles-ci permettent au joueur d'escalader des obstacles de faible hauteur, d'esquiver dans n'importe quelle direction, ou d'effectuer une « frappe au sol » au cours d'un saut, générant d'importants dégâts au point d'impact.
- a l'inverse, les power-ups d'armure, introduits dans Halo: Reach, disparaissent. Ils seront remplacés de diverses manières selon le type de jeu (boost momentané, equipement, etc)

- l'ajout d'un « SmartScope », système de visée « à l'épaule » présent sur toutes les armes et accessible par la gâchette gauche. En effet, sur les précédents opus, seuls certaines armes possédaient un système de visée, accessible par le joystick droit, à la différence de la majorité des jeux des tir sur console, où la visée s'effectue à l'aide de la gâchette gauche.

- le retour d'une « barre de vie », en ajout d'une jauge de bouclier, se régénérant au fil du temps, à condition que le joueur ne soit pas en train de sprinter; autrement, la jauge de bouclier ainsi que la barre de vie ne se rétablissent pas.

- la disparition de la notion de « chute mortelle », introduite dans Halo: Reach, permettant au joueur de sauter de n'importe quelle hauteur sans mourir, à la condition que la zone de réception soit dans les limites de la zone de jeu

### Campagne
En mode « campagne », le joueur est constamment accompagné de 3 I.A, pouvant être incarnées en ligne par d'autres joueurs. Lorsque la barre de vie d'un des protagonistes tombe à zéro (sauf dégâts massifs, écrasement, hors-limite, etc), celui-ci tombe au sol. Il peut alors être ranimé par ses coéquipiers durant une durée limité, au bout de laquelle il décède. En jeu local, si le joueur humain reste en vie durant un durée suffisante, tous les protagonistes seront ressuscités. En ligne, si au moins un joueur (humain) atteint le prochain « point de contrôle », tous les protagonistes morts précédemment seront ressuscités.
La campagne d'Halo 5 a aussi vu le retour des « collectibles » en campagne, qui avaient presque intégralement disparu dans Halo 4 :
- Les crânes, dont la collecte, et leur activation dans le hub de campagne, entraîne un changement dans la difficulté du jeu (ennemis plus résistant, dégâts accrus, etc).
- Les armes spéciales, aux capacités accrus par rapport aux versions classiques (dégâts et cadence améliorés, munitions modifiées, etc.).
- Les journaux audios, dévoilant des éléments de folklore de l'univers fictif au joueur.

### Multijoueur
Le multijoueur de Halo 5 se subdivise en deux parties :

#### Mode arène
Le mode arène rassemble l'ensemble des modes de jeu en multijoueur, excepté la zone de combat. Sont présents (liste non exhaustive) :
- Le match à mort
- Le capture du drapeau
- Le mode Bases
- Le Griffball, le Parasite, etc

L'un des principaux ajout de Halo 5 vis-à-vis de ses prédécesseurs est celui d'un mode « classé », visant à donner une dimension plus compétitive au titre. Un joueur jouant dans une sélection classé se verra évalué en fonction de ses performances (en particulier son ratio K/D et W/L) et logiquement classé selon un grade s'élevant de Bronze a Onyx Challenger. Le grade du joueur, à la façon d'un League of Legend ou d'un Overwatch, sera remis à zéro en chaque début de saison.

#### Mode zone de combat
Le mode zone de combat (« warzone » en version originale), offre au joueur la possibilité de prendre part à des combats mêlant I.A ennemis et joueurs humains, sur des cartes de plus grande taille. Deux équipes humaines s'affrontent pour le contrôle de bases, la suprématie terrestre et l'élimination de cibles VIP. Un système de points basé sur ces trois facteurs détermine l'issue du combat.

## Développement
Le jeu est annoncé en exclusivité sur Xbox One lors de l'E3 2013 via une bande annonce faisant apparaître le Major John-117. Alors qu'il devait être le deuxième opus de la trilogie Reclaimer, Phil Spencer déclare qu'il ne s'agit non plus d'une trilogie mais d'une saga. Le jeu tourne à 60 images par seconde et profite de la puissance de la Xbox One pour proposer un nouveau moteur de jeu plus puissant.
Contrairement à Halo 4, 343 Industries a décidé de lancer une phase de bêta-test accessible aux possesseurs de Halo: The Master Chief Collection, la compilation des quatre volets principaux disponible sur Xbox One. Elle se tient du 29 décembre 2014 au 18 janvier 2015 et propose d'essayer les modes multijoueurs compétitifs du titre. Ce multijoueur se rapproche du multijoueur des premiers épisodes et supprime plusieurs éléments assez critiqués introduits dans celui de Halo 4.
Les développeurs ont également exprimé leur souhait de recueillir les avis des joueurs via Halo Channel, qui remplace le portail Halo Waypoint.
En décembre 2014, 343 Industries a annoncé que les modes multijoueurs en écran partagé seront désormais limités à deux joueurs en lieu et place de quatre, comme il est coutume depuis Halo: Combat Evolved, avant d'annoncer en juin 2015 qu'aucun jeu en écran partagé ne sera disponible, ni en campagne, ni en multijoueur. Cette information a été reprise dans la presse généraliste, car les nouveautés sont rares à proposer ce genre de fonctionnalité conviviale.

## Apparitions
Dans l'épisode 4 de la saison 3 de la série IZombie (à 5 minutes), on peut apercevoir Major Lilywhite (Robert Buckley) en pleine partie de Halo 5.